# Bruce Davidson (fotografo)
Bruce Landon Davidson (Oak Park, 5 settembre 1933) è un fotografo statunitense.
È membro dell'agenzia Magnum Photos dal 1958. Le sue fotografie, in particolare quelle scattate ad Harlem, New York, sono state ampiamente esposte e pubblicate. È noto per fotografare le comunità di solito ostili agli estranei.

## Biografia

### Vita e formazione
Davidson è nato il 5 settembre 1933 a Oak Park, un sobborgo di Chicago, da una famiglia ebrea di origini polacche . Quando aveva 10 anni, sua madre gli costruì una camera oscura nel loro seminterrato e iniziò a scattare fotografie. All'età di quindici anni sua madre si risposò con un tenente comandante della marina a cui fu data una fotocamera a telemetro Kodak, che a Davidson fu permesso di usare prima di ricevere una fotocamera più avanzata per il suo bar mitzvah. Da ragazzo era impiegato presso Austin Camera e fu avvicinato dal fotografo di cronaca locale Al Cox, che gli insegnò le sfumature tecniche della fotografia, oltre alle abilità sull'illuminazione e la stampa tra cui il trasferimento di colore. Le sue influenze artistiche includevano Robert Frank, Eugene Smith ed Henri Cartier-Bresson.
A 19 anni, Davidson vinse il suo primo riconoscimento nazionale per le sue fotografie, il premio fotografico Kodak National High School del 1952, per la foto di un gufo. Dal 1951, Davidson frequentò il Rochester Institute of Technology dove usò una Contax di seconda mano per fotografare alla Lighthouse Mission mentre studiava con Ralph Hattersley, e nel 1955, proseguì gli studi universitari alla Yale University, studiando filosofia, pittura, e la fotografia con il graphic designer Herbert Matter, il fotografo e designer Alexey Brodovitch e l'artista Josef Albers. Davidson mostrò ad Albers una scatola di stampe di alcolisti su Skid Row; Albers gli disse di buttare via il suo lavoro "sentimentale" e di unirsi alla sua classe di disegno e colore. Per la sua tesi universitaria, Davidson creò un saggio fotografico, "Tension in the Dressing Room", il suo primo ad essere pubblicato su Life, documentando le emozioni dei giocatori di football di Yale dietro le quinte del gioco.

### Fotografo militare
Dopo un semestre a Yale, Davidson fu arruolato nell'esercito degli Stati Uniti, dove prestò servizio nel Signal Corps a Fort Huachuca, in Arizona, assegnato al team di foto postali. Inizialmente, gli venivano assegnati compiti fotografici di routine. Un editore del giornale postale, riconoscendo i suoi talenti, chiese che fosse assegnato in modo permanente al giornale. Lì, dato un certo grado di autonomia, gli fu permesso di affinare ulteriormente il suo talento. 
L'esercito inviò Davidson al Supremo Quartier Generale delle potenze alleate in Europa, appena fuori Parigi; e, nella bohémien Montmartre, fotografò la vedova del pittore impressionista Leon Fauché con i dipinti di suo marito in una soffitta archetipica. Era abbastanza anziano per conoscere Tolosa-Lautrec, Renoir e Gauguin. Il risultante saggio fotografico di Davidson, Vedova di Montmartre, fu pubblicato su Esquire nel 1958. La serie impressionò Henri Cartier-Bresson, che divenne un amico personale e facilitò l'ingresso di Davidson alla Magnum Photos.

### Magnum Photos
Dopo il servizio militare, nel 1957, Davidson lavorò brevemente come fotografo freelance.
Nel 1958 divenne membro associato dell'agenzia Magnum Photos e un membro a pieno titolo un anno dopo. Durante l'estate del 1959 e, per coincidenza, solo due anni dopo la première di West Side Story, attraverso un assistente sociale entrò in contatto con adolescenti senzatetto e travagliati che si chiamavano Jokers e dopo averli fotografati per 11 mesi produsse Brooklyn Gang. Il loro leader fu anche oggetto di ampie interviste da parte della futura moglie Emily Haas (si sposarono nel 1967), successivamente pubblicata con le sue fotografie.
Quando nel 1960 la rivista Queen lo invitò in Gran Bretagna per due mesi, documentò lo stoicismo idiosincratico dei nativi delle isole da una prospettiva americana.
Attraverso l'agenzia nel 1961 ricevette il suo primo incarico di fotografare l'alta moda per Vogue, e fu assegnato dal New York Times a coprire i Freedom Riders nel sud. L'incarico di Freedom Riders nel sud portò Davidson a intraprendere un progetto documentario sul movimento per i diritti civili. Dal 1961 al 1965, ha raccontato i suoi eventi e gli effetti in tutto il paese. Un numero fu mostrato nel progetto espositivo Smithsonian Institution del 1965 Profile of Poverty, prodotto dall'Office of Economic Opportunity (OEO) a sostegno dei programmi antipovertà degli anni '60. Il presidente Johnson organizzò il "Programma di fotografia della Casa Bianca", diretto da John Szarkowski del MoMA, attraverso il quale il progetto di Davidson fu utilizzato per umanizzare i poveri e dimostrare l'urgenza dell'azione del governo. A sostegno del progetto, Davidson ricevette una Guggenheim Fellowship nel 1961 e il progetto fu esposto nel 1963 al Museum of Modern Art di New York; e il curatore John Szarkowski incluse le immagini del progetto in una mostra personale del 1966, e furono anche incluse in The Negro American, una raccolta di saggi del 1966 sullo status degli afro-americani. Dopo aver completato la sua documentazione del movimento per i diritti civili, Davidson ricevette la prima borsa di fotografia mai realizzata dalla National Endowment for the Arts di 12.000 dollari.
Nel 1964 Davidson divenne istruttore presso la School of Visual Arts di New York (in seguito organizzò seminari privati nel suo studio / camera oscura), e continuò a produrre per Vogue; Philip Johnson nella sua casa di vetro, Andy Warhol nel suo loft, Cristina Ford nel suo cortile, offrirono un laboratorio di fotografia nel loro studio del Greenwich Village. Produsse una storia in un ristorante "topless" a San Francisco per Esquire (1965), poi nel corso dell'anno si recò in Galles per un incarico alla rivista Holiday per fotografare i castelli e l'industria carbonifera nel Galles meridionale. In viaggio di nozze nel 1967, Davidson fotografò James Duffy e Sons Circus in Irlanda, per la serie Circus.
Il successivo progetto di Davidson, pubblicato nel 1970 come East 100th Street - una documentazione di due anni evidentemente colpito dalla povertà degli isolati a East Harlem - è un'opera ampiamente citata. La sua serie di ritratti ambientali fu scattata su una pellicola di grande formato con un banco ottico. Vicki Goldberg e Milton Kramer lo identificarono come la prima opera di fotogiornalismo presentata come un libro d'arte. Il progetto fu anche esposto al Museum of Modern Art nel 1970 e i soggetti del progetto biennale di Harlem furono invitati all'inaugurazione della mostra dopo che Davidson aveva già presentato duemila stampe alle persone sugli isolati.
Davidson lo seguì con Subway, una rappresentazione dei passeggeri del sistema della metropolitana di New York City, 1980-82 usando il colore.
Oltre un decennio più tardi, nei primi anni '90, Davidson completò un'esplorazione di quattro anni di Central Park in omaggio a New York. 
Nel 1998 Davidson tornò in East 100th Street per documentare la rivitalizzazione, il rinnovamento e i cambiamenti avvenuti negli ultimi 30 anni dall'ultima volta in cui l'aveva documentata. Per questa visita, presentò una proiezione di diapositive della comunità e ricevette un premio per la società individuale della Open Society Institute.

### Cineasta
Davidson ha scattato foto per Zabriskie Point di Michelangelo Antonioni, come ha fatto anche per The Misfits, tra Inge Morath, Henri Cartier-Bresson, Dennis Stock, Eve Arnold, Ernst Haas, Cornell Capa, Elliott Erwitt ed Erich Hartmann. Ma ha anche prodotto film da solo. Nel 1968 acquistò una cinepresa da 16 mm per filmare sulla East 100th Street. 
Davidson ha diretto anche cortometraggi; i documentari Living off the Land (1986) sulla conservazione nel Regno Unito realizzati con una sovvenzione dell'American Film Institute e premiati con il Critics Choice Award e Zoo Doctor (1971) per i bambini. Con un altro contributo dell'American Film Institute, ha prodotto una drammatizzazione di 28 minuti di Isaac Singer's Nightmare and Mrs. Pupko's Beard (1972), apparso alla televisione pubblica e ha vinto il primo premio nella sua classe all'American Film Festival del 1972.

### Carriera successiva
Davidson continuò a lavorare come fotografo editoriale e contribuì al Center for Photography presso Woodstock workshop e conferenze.
Un'immagine della sua serie di Brooklyn Gang fu usata come copertina per l'album di Bob Dylan del 2009 Together Through Life.

## Critiche ricevute
La longevità della pratica di Bruce Davidson, e il suo impatto, è dimostrata dal fatto che ha svolto un lavoro in quattordici mostre in quindici anni o che ne sono state oggetto in una sola grande istituzione, il Museum of Modern Art di New York: fotografie dal Museo Collection, 26 novembre 1958-18 gennaio 1959; Fotografie per collezionisti, 1-16 ottobre 1960; Acquisizioni recenti, 21 dicembre 1960 - 5 febbraio 1961; Arte in un mondo che cambia: 1884–1964: Edward Steichen Photography Center, 27 maggio 1964; The Photo Essay, 16 marzo - 16 maggio 1965; Bruce Davidson 7 luglio - 2 ottobre 1966; Reiching Gallery Steichen, 25 ottobre 1967; Portrait Photographs, 9 luglio - 28 settembre 1969; East 100th Street: fotografie di Bruce Davidson, 22 settembre - 29 novembre 1970; Specchi e finestre: American Photography dal 1960, 26 luglio - 2 ottobre 1978; Reinstallazione di Edward Steichen Photography Center, 21 dicembre 1979; Reinstallazione della Collezione, 23 ottobre 1980 - 3 gennaio 1982; New York at Night: fotografie dalla collezione, 12 dicembre 2006 - 5 marzo 2007; Counter Space: Design and the Modern Kitchen, 15 settembre 2010 - 2 maggio 2011.
In un comunicato stampa del Museum of Modern Art del 1966, John Szarkowski, allora direttore del dipartimento di fotografia del museo, scrisse:
(John Szarkowski, Museum of Modern Art Press Release, 7 luglio 1966)
La sua fotografia della serie Brooklyn Gang di una coppia che si pavoneggia davanti a un distributore di sigarette a specchio a Coney Island è sulla copertina di Reading Magnum: un archivio visivo del mondo moderno, in cui Steven Hoelscher giudica l'immagine "iconica". A livello formale, Richard D. Zakia nota l'uso estetico di Davidson del simbolismo "trovato" nei suoi ritratti ambientali, riferendosi in particolare all'immagine di copertina del suo libro East 100th Street.
L'ampio coinvolgimento di Davidson con i suoi soggetti e la loro reciproca fiducia è considerato un esempio nella fotografia del " Nuovo giornalismo " basato su contenuti documentari autentici mediati da una prospettiva soggettiva e personale e caratterizzati dalle rappresentazioni di coloro che non fanno parte della cultura tradizionale. Per Laura Hapke è erede di un'eredità radicale negli studi della classe operaia americana che si estende da Ben Shahn.
Gary Sampson del Cleveland Institute of Art elenca Davidson al fianco di Danny Lyon e Diane Arbus come fotografi che hanno reagito alla prospettiva europea di Robert Frank in The Americans con un'indagine "alla moda" da insider sulle sottoculture statunitensi pervasa da un'angoscia cupa. Indica la caratterizzazione di Nathan Lyons di questa tendenza come "paesaggio sociale" nella cura di Lyon del George Eastman House del 1966 verso un paesaggio sociale. Il termine "paesaggio sociale" fu coniato nel 1963 da Lee Friedlander per descrivere le sue fotografie, e fu successivamente associato al lavoro di Davidson, Lyon, Garry Winogrand, Diane Arbus e Duane Michals; termine ibrido, si riferisce a una fusione tra documentario tradizionale e fotografia di paesaggio in cui soggetto e ambiente sono inseparabili e che richiama l'attenzione su eventi e dettagli apparentemente insignificanti in modo che oggetto e ambientazione si modifichino a vicenda per generare metafora.
Howard S. Becker nel 1974 fu tra i primi sociologi contemporanei a discutere di una " sociologia visiva " e la collegò alle tradizioni della fotografia documentaria, suggerendo che la sociologia poteva attingere alla fotografia documentaria, identificare il primo e il più importante come saggio di Robert Frank sulla cultura americana, seguita dallo studio di Harlem del 1970 di Bruce Davidson.
Al contrario, Ian Jeffrey, nel confrontare Davidson con la sua contemporanea (e amica) Diane Arbus, contesta qualsiasi evidente scopo antropologico per East 100th Street, vedendo invece i suoi soggetti come sopravvissuti che abitano "un'oscurità articolata da dettagli architettonici" e i suoi ritratti si affidano, come Arbus, su "atmosfera piuttosto che un'analisi". Sebbene vivano in un ambiente opprimente, scrive, "pretendono di essere presi sul serio", mentre Arbus rappresenta "gli elementi della sua immaginazione"; i suoi soggetti "attori in un dramma sociale".
Tuttavia, anche per quanto riguarda East 100th Street, Douglas Harper arriva al punto di accusare Davidson di "aggravare la povertà razziale"; mentre il critico A.   D. Coleman denuncia l'assenza di fotografi di minoranza per documentarlo da soli. Questo è un problema elaborato dalle analisi di Erina Duganne sull'immagine "Harlem" di Davidson, Roy DeCarava e Kamoinge Workshop, che mostra come la povertà può essere identificata con l'etnia e come l'identità culturale dei fotografi viene rivelata attraverso le loro fotografie. Coleman sottolinea le sofferenze di Davidson per evitare le accuse di sfruttare una sottocultura repressa, anche se sottolinea che lo fa a causa della carica politica di un uomo bianco, né nero né portoricano, "non solo un estraneo ma un alieno", fotografando nel ghetto. Se "Davidson ha trasformato una verità che non è bella in un'arte", creando una sorprendente composizione di un topo in una discarica, scrive Coleman, la spazzatura potrebbe "continuare a puzzare e decomporsi, e potrebbe persino resistere più a lungo delle superbe stampe di Davidson". In un'intervista a Charlotte Cotton, Davidson risponde alle critiche: 
(Bruce Davidson, Aperture, n. 220, The Interview Issue (Autunno 2015), pagg. 94-107.)

## Premi
- 1949, primo premio, concorso nazionale di scuola superiore Kodak, divisione animali[7]
- 1961 John Simon Guggenheim Memorial Foundation Fellowship[4]
- Concessione nazionale per l'arte della fotografia del 1967[23][51]
- Premio della critica del 1963, American Film Festival (Living Off the Land)[52]
- 1973 Primo premio in narrativa, American Film Festival (Isaac Singer's Nightmare and Mrs. Pupko's Beard)[53]
- 1982 National Endowment for the Arts Grant[54]
- 1998 Open Society Institute, Individual Fellowship[55]
- 2004 Lucie Award, Outstanding Achievement in Documentary Photography[56]
- 2007 Medaglia d'oro Visual Arts Award, National Arts Club[57]
- 2011 eccezionale contributo al premio fotografico ai Sony World Photography Awards 2011[58]
- Premio Infinity 2018 Life Time Achievement, International Center of Photography[59]

## Lavori

### Esposizioni

#### Mostre personali
- 1965 Art Institute of Chicago, Chicago[24]
- 1965 International Museum of Photography, George Eastman House, Rochester, New York
- 1965 Museum of Modern Art di San Francisco, San Francisco
- 1966 Museum of Modern Art, New York City
- 1966 Moderna Museet, Stoccolma
- 1970 East 100th Street: fotografie di Bruce Davidson; Museum of Modern Art, New York City[60]
- 1971 San Francisco Museum of Modern Art, San Francisco
- 1976 Addison Gallery, Andover, Massachusetts
- 1979 FNAC Gallery, Paris
- 1979 Galerie Delpire, Parigi
- 1979 Galerie Fiolet, Amsterdam
- 1982 Douglas Kenyon Gallery, Chicago
- 1983 New York Subway Color; International Center of Photography, New York City[61]
- 1997 Bruce Davidson: American Photographs; Galleria Edwynn Houk, New York City
- 1998 Bruce Davidson: The Brooklyn Gang, 1959; International Center of Photography, New York City[62]
- 2007 Bruce Davidson: Time of Change. Aperture Gallery, New York City[63][64]
- 2007 Bruce Davidson: La Nature de Paris, Maison européenne de la photographie, Parigi, 13 giugno 2007 - 30 settembre 2007[65]
- 2017 Bruce Davidson WestLicht. Schauplatz für Fotografie, Vienna, 15 giugno - 20 agosto[66]
- 2017/18 Bruce Davidson: American Photographer Netherlands Photo Museum, Rotterdam, 16 set 2017-7 gennaio 2018[67]
- 2018/19 Bruce Davidson: Leica Hall of Fame 2018, Leica Galerie Milano, 13 nov 2018-26 gennaio 2019[68]

#### Mostre collettive
- 1959 Fotografia a metà del secolo; George Eastman House, Rochester, New York[24]
- 1960 Il mondo visto da Magnum; Grande magazzino Takashimaya, Tokyo, Giappone e viaggi
- 1962 Idee in immagini; American Federation of Arts, New York, New York e viaggiare
- 1966 fotografia contemporanea dal 1950; George Eastman House, Rochester, New York
- 1966 Verso un panorama sociale: fotografi contemporanei; George Eastman House, Rochester, New York[43][44]
- 1967 12 fotografi del paesaggio sociale americano; Rose Art Museum, Brandeis University, Boston, Massachusetts[69]
- 1973 The Concerned Photographer 2; Museo d'Israele, Gerusalemme e viaggi[18]
- 1974 Fotografia in America; Whitney Museum of American Art, New York, New York[70]
- 1977 concernente la fotografia; The Photographers 'Gallery, Londra, poi Spectro Workshop, Newcastle-upon-Tyne, Inghilterra.[71]
- 1980 The Imaginary Photo Museum; Kunsthalle, Colonia, Germania[72]
- 1982 Color as Form: una storia della fotografia a colori; International Museum of Photography, George Eastman House, Rochester, New York[73]
- 1985 American Images 1945-1950; Barbican Art Gallery, London, and travelling[74]
- 1986 New York School, Photographs, 1935-1963, Parte III; Corcoran Gallery of Art, Washington, DC
- 1989 Sull'arte di riparare un'ombra: centocinquanta anni di fotografia; National Gallery of Art, Washington, DC e Art Institute of Chicago, Chicago, Illinois (ha viaggiato fino al Los Angeles County Museum of Art, Los Angeles, California)[75]
- Apparizioni del 1991: fotografia di moda dal 1945; Victoria and Albert Museum, Londra[76]
- 2000 Reflections in a Glass Eye: opere del Centro internazionale di raccolta di fotografie; International Center of Photography, New York, New York[77]
- 2012/13 Tutto era commovente: fotografia degli anni '60 e '70, Barbican Centre, Londra, 13 set 2012-13 gennaio 2013[78]
- 2014/15 Au Cœur de l'Intime: Paris Champ & Hors Champ Photographies et Vidéos Contemporaines, Galerie des Bibliothèques de la Ville de Paris, 26 ott 2014 - 4 gen 2015
- 2014/15 Bruce Davidson e Paul Caponigro: due fotografi americani in Gran Bretagna e Irlanda, The Huntington, MaryLou e George Boone Gallery dall'8 novembre 2014 al 9 marzo 2015.[79]
- 2016 Un ideale per vivere: fotografare classe, cultura e identità nella moderna Gran Bretagna Beetles + Huxley, Londra, 27 luglio - 17 settembre[17]

### Collezioni
- Center for Creative Photography, Università dell'Arizona, Tucson[80]
- Biblioteca di Huntington, San Marino, California[81]
- International Center of Photography, New York[82]
- Library of Congress, Washington, DC[83]
- Museo d'Arte della Contea di Los Angeles (LACMA)[84]
- Masur Museum of Art, Monroe, Louisiana[85]
- Metropolitan Museum of Art, New York[86]
- Museum of Contemporary Photography (MoCP), Chicago, Illinois[87]
- National Gallery of Canada, Musée des Beaux-Arts du Canada, Ottawa[88]
- New-York Historical Society, New York[89][90]
- Museo di arte moderna di San Francisco[91]
- Whitney Museum of American Art, New York[92]
- Yale Centre for British Art, Yale University, New Haven, Connecticut[93]

### Libri
- East 100th Street.
  - Cambridge, MA: Harvard University Press, 1970. Copertina rigida ISBN 0-674-22435-3; Paperback ISBN 0-674-22436-1    .
  - Los Angeles: St Ann's Press, 2003. ISBN 0-9713681-3-9. Edizione ampliata.
- Fotografie di Bruce Davidson. Agrinde / Summit, 1978. Paperback ISBN 0-671-40068-1    .
- Metropolitana.
  - New York: Aperture, 1986. ISBN 0-89381-231-5.
  - Los Angeles: St Ann's Press, 2003. ISBN 0-9713681-8-X. Edizione ampliata.
  - Gottinga: Steidl, 2011. ISBN 978-3-86930-294-2. Con testi di Fred Braithwaite, "Bruce Davidson's Subway"; Davidson, "Train of Thought"; e Henry Geldzahler, "Riflessioni".
- Ritratti. New York: Aperture, 1991. Copertina rigida ISBN 0-89381-851-8.
- Brooklyn Gang: estate 1959. Santa Fe, Nuovo Messico: Twin Palms, 1998. ISBN 978-0944092507.
- Isaac Bashevis Singer e Lower East Side: fotografie di Bruce Davidson. Amhurst, MA: Mead Art Museum; Madison: University of Wisconsin Press, 2004. ISBN 978-0-299-20620-8 (libro in brossura); ISBN 978-0-299-20624-6    (libro in brossura).
- Inghilterra / Scozia 1960. Gottinga: Steidl, 2006. ISBN 3-86521-127-5. 
  - Gottinga: Steidl, 2013. ISBN 9783869305530. Edizione ingrandita.
- Fuori dentro. Gottinga: Steidl, 2010. ISBN 978-3-86521-908-4. Una raccolta in tre volumi contenente fotografie in bianco e nero che hanno attraversato la sua carriera fino ad oggi.[94]
- Bianco e nero. Gottinga: Steidl, 2012. ISBN 978-3869304328. Un set di cinque volumi che comprende ristampe di Circus (1958), Brooklyn Gang (1959), Time of Change (1961-1965), East 100th Street (1966–1968) e Central Park (1992–1995), alcuni dei quali di recente modificato ed espanso.
- A colori. Gottinga: Steidl, 2014. ISBN 978-3869305646.
- Los Angeles 1964. Gottinga: Steidl, 2015. ISBN 9783869307893.
- Natura di Los Angeles. Gottinga: Steidl, 2015. ISBN 9783869308142.
- Sondaggio. New York: Aperture; Madrid: Fundación Mapfre, 2016. ISBN 978-1-59711-377-9. Con testi di Charlotte Cotton, Carlos Gollonet, Frits Gierstberg e Francesco Zanot. Catalogo della mostra. Contiene lavori di Brooklyn Gang, Subway, Central Park, East 100th Street e dei più recenti paesaggi di Parigi e Los Angeles.
- Meno conosciuti. Gottinga: Steidl, 2017. ISBN 9783958293212.